# Аракава Хірому
Арака́ва Хіро́му (яп. 荒川弘\) — чоловічий псевдонім Арака́ва Хіро́мі (яп. 荒川弘美; нар. 8 травня 1973), японської манґаки. Найзнаніша як авторка манґи «Сталевий алхімік», що стала хітом як в Японії, так і на міжнародному рівні, та була адаптована у вигляді двох аніме-серіалів. Перший вийшов, доки манґа ще писалася, а другий — після закінчення манґи та повторював події оригіналу. Аракава також відома завдяки адаптації манґи-новели «Сказання про Арслана».

## Біографія
Аракава Хірому народилася 8 травня 1973 року в Токаті, префектура Хоккайдо, Японія. Хірому виросла разом з трьома старшими сестрами та молодшим братом на фермі батьків. В підліткові роки, вона допомагала батькам, а в свій вільний час гралася на полях з сестрами. Через це в її роботах часто зображується сільська місцевість. В дитинстві Хірому була безтурботною дитиною, яка мріяла дізнатися, що ж знаходиться за межами ферм. Читання та колекціювання всіх жанрів манґи завжди було її хобі; вплив манґи Kinnikuman надихнуло стати манґакою. Цікаво, що в дитинстві вона любила читати журнали Shonen Jump i Shonen Gangan (який пізніше опублікував її мангу Gin no Sagi).
Закінчивши сільську школу, Хірому пообіцяла допомагати батькам вести господарство на сімейній фермі протягом семи років, якщо зможе регулярно відвідувати уроки  масляного живопису в місті. Пізніше Хірому вирішила переїхати в Токіо, щоб стати манґакою. Перед від'їздом вона пообіцяла батькам повернутися додому тільки тоді, коли зможе самостійно заробляти собі на життя завдяки створенню манґи. Перша її робота почалась з доджінші, яку їй допомогли виконати друзі, а наступна роботу, Juushin Enbu, вона створювала разом з подругами Шіші (Shishi) і Чжан Фей Лун (Zhang Fei Long). При цьому, Чжан стала за задумкою Хірому прототипом для одної з героїнь манґи.
Першою роботою Хірому Аракави, яку вдалося продати, стала манґа «4-панельний театр» (4koma), створена для журналу Gamest, в якій авторка пародіювала ігри. До речі, в той час манґака використовувала псевдонім Едмунд Аракава. Пізніше її прийняли на роботу помічником Хіроюкі Ето, автора відомої манґи Mahoujin Guru Guru. Її кар'єра почалась з публікації в журналі Monthly Shonen Gangan манґи Stray Dog. Ця робота отримала приз на 9-й церемонії вручення премії «21st Century Shonen Gangan».
В 2000 році у цьому ж журналі був опублікований розділ її наступної манґи — Shanghai Youma Kikai (яп. 上海妖魔鬼怪 Demons of Shanghai). В червні 2001 року в Mounthly Shonen Gangan виходить перший розділ «Сталевого алхіміка». Ця манґа і зробила її знаменитою: в 2004 році «Сталевий алхімік» здобув премію видавництва Shogakukan як найкраща манґа в категорії «сьонен». Випуск манґи закінчився в 2010 році, за її сюжетом знято два аніме-серіали та два повнометражні фільми.
В 2011 році в журналі «Nikkei Entertainment» був опублікований рейтинг найбільш комерційно успішних манґак сучасності. Аракава зайняла в рейтингу восьме місце.
Зараз Аракава одружена та має трьох дітей. Вона народила сина в 2007 році, а в січні 2014 року у неї з'явилася третя дитина.

## Впливи
Аракава заявляє, що Суїхо Тагава, автор Norakuro, сформував її стиль. Манґака навчалася композиції та малювання під час роботи асистентом Хіроюкі Ето. Вона також згадує Руміко Такахасі, Сігеру Мідзукі та Кіннікумана Юдетамаго як авторів, що вплинули на її творчість. На манґу «Сталевий алхімік» вплинув стиль стимпанк.

## Роботи
- Stray Dog (1999)
- Shanghai Yōmakikai (яп. 上海妖魔鬼怪, lit. «Ghost Demons of Shanghai») (2000)
- «Сталевий алхімік» (яп. 鋼の錬金術師 Hagane no Renkinjutsushi, досл. «Alchemist of Steel») (2001–2010)
- Raiden 18 (2005-2021)
- Sōten no Kōmori (яп. 蒼天の蝙蝠) (2006)
- Hero Tales (яп. 獣神演武 Jūshin Enbu) (2006–2010)[15]
- Noble Farmer (яп. 百姓貴族 Hyakushō Kizoku) (2006–н.ч)
- Silver Spoon (яп. 銀の匙 Gin no Saji) (2011–2019)
- Arslan Senki (яп. アルスラーン戦記 Arusurān Senki) (2013–н.ч)
- Daemons of the Shadow Realm (яп. 黄泉のツガイ, Yomi no Tsugai) (2021–н.ч)

## Нагороди
- 1999: 9-а премія 21st Century Shonen Gangan за Stray Dog[6]
- 2004: 49-а Премія манґи Shogakukan в категорії «сьонен» за Fullmetal Alchemist[16]
- 2011: 15-а Культурна премія Осаму Тедзуки в категорії «найкращому новому художнику»[17]
- 2011: 42-а премія Seiun Award в категорії «найкраща науково-фантастична манґа» за Fullmetal Alchemist[18]
- 2012: 5-а премія Manga Taishou за Gin no Saji[19]
- 2012: 58-а Премія манґи Shogakukan в категорії «сьонен» за Gin no Saji[20]